# Třída Leahy
Třída Leahy byla lodní třída raketových křižníků námořnictva Spojených států amerických. V letech 1959-1964 bylo postaveno devět jednotek této třídy, které americké námořnictvo provozovalo až do poloviny 90. let. Jako poslední byl 13. dubna 1995 vyřazen křižník USS Richmond K. Turner.
Původně byly klasifikovány jako vůdčí lodě torpédoborců (DLG – Destroyer Leader Guided) a teprve roku 1975 se jejich označení změnilo na raketové křižníky (CG – Cruiser Guided). Podtřídou třídy Leahy byl raketový křižník s jaderným pohonem USS Bainbridge (CGN-25). Mezi hlavní úkoly těchto lodí patřila protivzdušná a protiponorková obrana svazů letadlových lodí.

## Stavba
Celkem bylo postaveno devět křižníků této třídy. Do jejich stavby se zapojily loděnice Bath Iron Works v Bathu, New York Shipbuilding Corporation v Camdenu, Lockheed Shipbuilding and Construction Company v Seattlu, Todd Shipyards v San Pedru, San Francisco Naval Shipyard v San Francisku a Puget Sound Naval Shipyard v Bremertonu. Do služby byly přijaty v letech 1962–1964.
Jednotky třídy Leahy:
| Jméno                          | Loděnice                                       | Spuštěna          | Vstup do služby    | Status        |
| ------------------------------ | ---------------------------------------------- | ----------------- | ------------------ | ------------- |
| USS Leahy (DLG-16)             | Bath Iron Works                                | 1. července 1961  | 4. srpna 1962      | Vyřazen 1993. |
| USS Harry E. Yarnell (CG-17)   | Bath Iron Works                                | 9. prosince 19561 | 2. února 1962      | Vyřazen 1993. |
| USS Worden (CG-18)             | Bath Iron Works                                | 2. července 1962  | 6. srpna 1963      | Vyřazen 1993. |
| USS Dale (DLG-19)              | New York Shipbuilding Corporation              | 28. července 1962 | 23. listopadu 1963 | Vyřazen 1994. |
| USS Richmond K. Turner (CG-20) | New York Shipbuilding Corporation              | 6. dubna 1963     | 13. června 1964    | Vyřazen 1995. |
| USS Gridley (DLG-21)           | Lockheed Shipbuilding and Construction Company | 31. července 1961 | 25. května 1963    | Vyřazen 1994. |
| USS England (DLG-22)           | Todd Shipyards                                 | 6. března 1962    | 7. prosince 1963   | Vyřazen 1994. |
| USS Halsey (DLG-23)            | San Francisco Naval Shipyard                   | 15. ledna 1962    | 20. července 1963  | Vyřazen 1994. |
| USS Reeves (DLG-24)            | Puget Sound Naval Shipyard                     | 12. května 1962   | 15. května 1964    | Vyřazen 1993. |

## Konstrukce

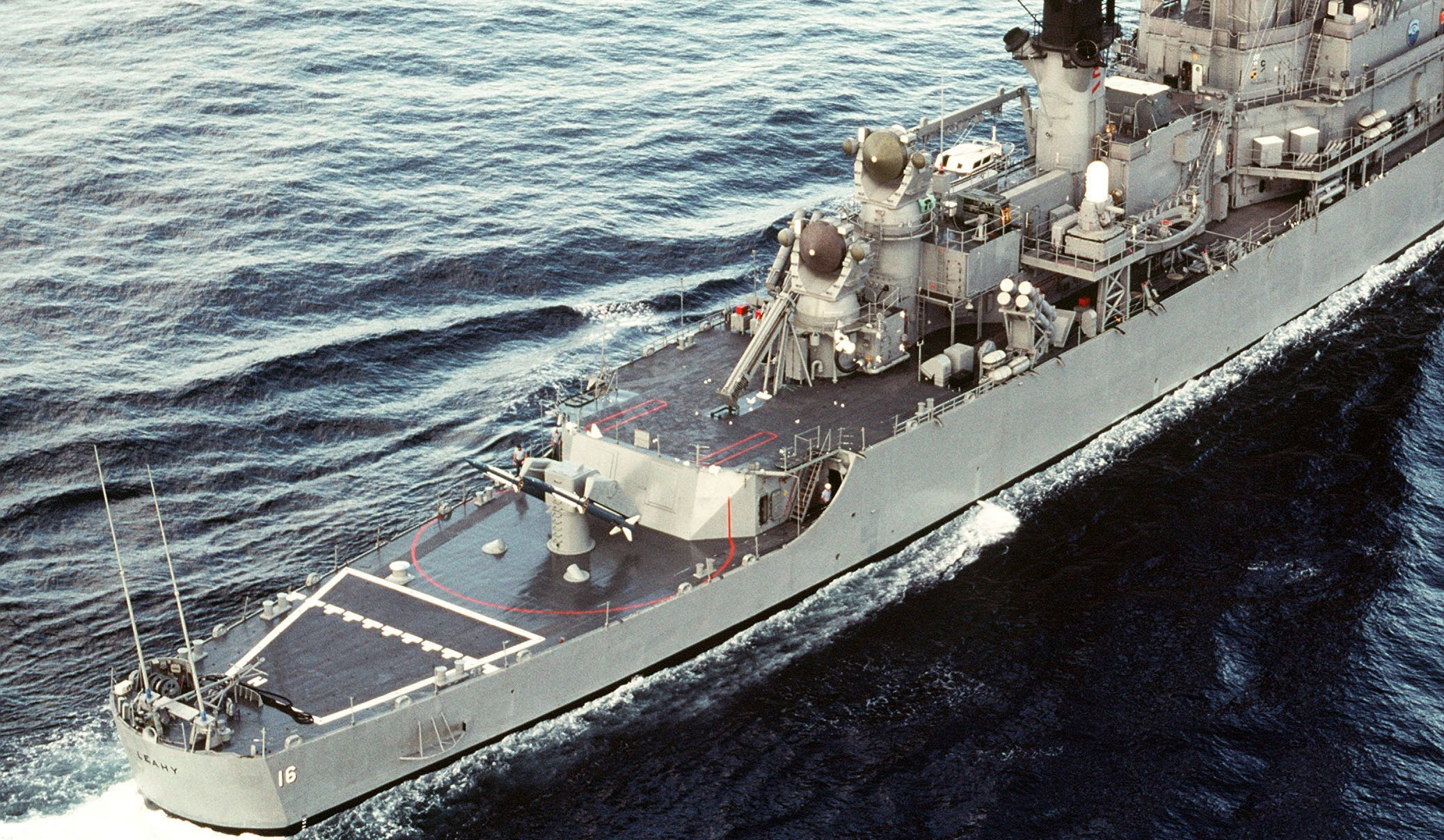
Záď křižníku Leahy. Rozeznat lze vypouštěcí zařízení střel Terrier, kontener střel Harpoon i systém Phalanx.

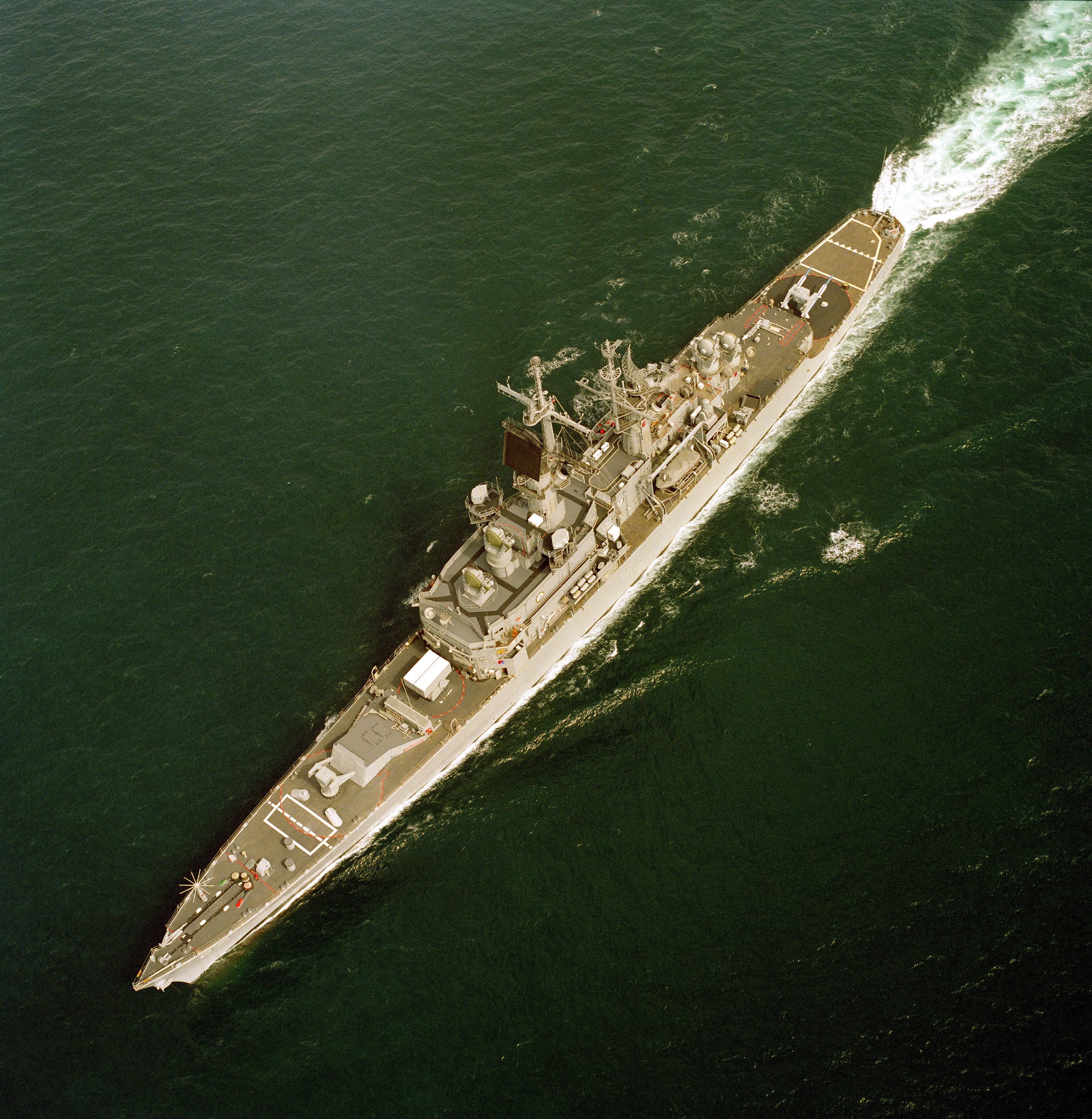
Křižník England na leteckém snímku

Základem výzbroje byla dvě dvojitá odpalovací zařízení protiletadlových řízených střel Terrier. Jedno bylo na přídi a druhé na zádi, přičemž pro každé byla nesena zásoba 40 střel. Protiponorkovou výzbroj tvořilo osminásobné odpalovací zařízení raketových torpéd ASROC na přídi a dva tříhlavňové 324mm protiponorkové torpédomety po stranách nástavby. Hlavňová výzbroj byla slabá — čtyři 76mm kanóny v dvouhlavňových postaveních.
Pohonný systém tvořily dvě turbíny a čtyři kotle. Lodní šrouby byly dva. Nejvyšší rychlost dosahovala 33 uzlů.

### Modernizace
Během služby byly křižníky dvakrát modernizovány. Výzbroj byla rozšířena o dva čtyřnásobné kontejnery protilodních střel Boeing Harpoon, čtyři 12,7mm kulomety a dva systémy blízké obrany Phalanx CIWS. Protiletadlové střely byly novějšího typu Standard ER (zásoba střel zůstala stejná). Naopak 76mm kanóny byly odstraněny.

## Operační nasazení
Křižníky byly nasazeny například ve vietnamské válce.